# Nikolai Tolstoy
El comte Nikolai Dmítrievitx Tolstoi-Miloslavski, en rus: Николай Дмитриевич Толстой-Милославский, conegut habitualment com a Nikolai Tolstoy   (Londres, 23 de juny de 1935), és un historiador i polític britànic d'ascendència russa.